# Poros (piedra)

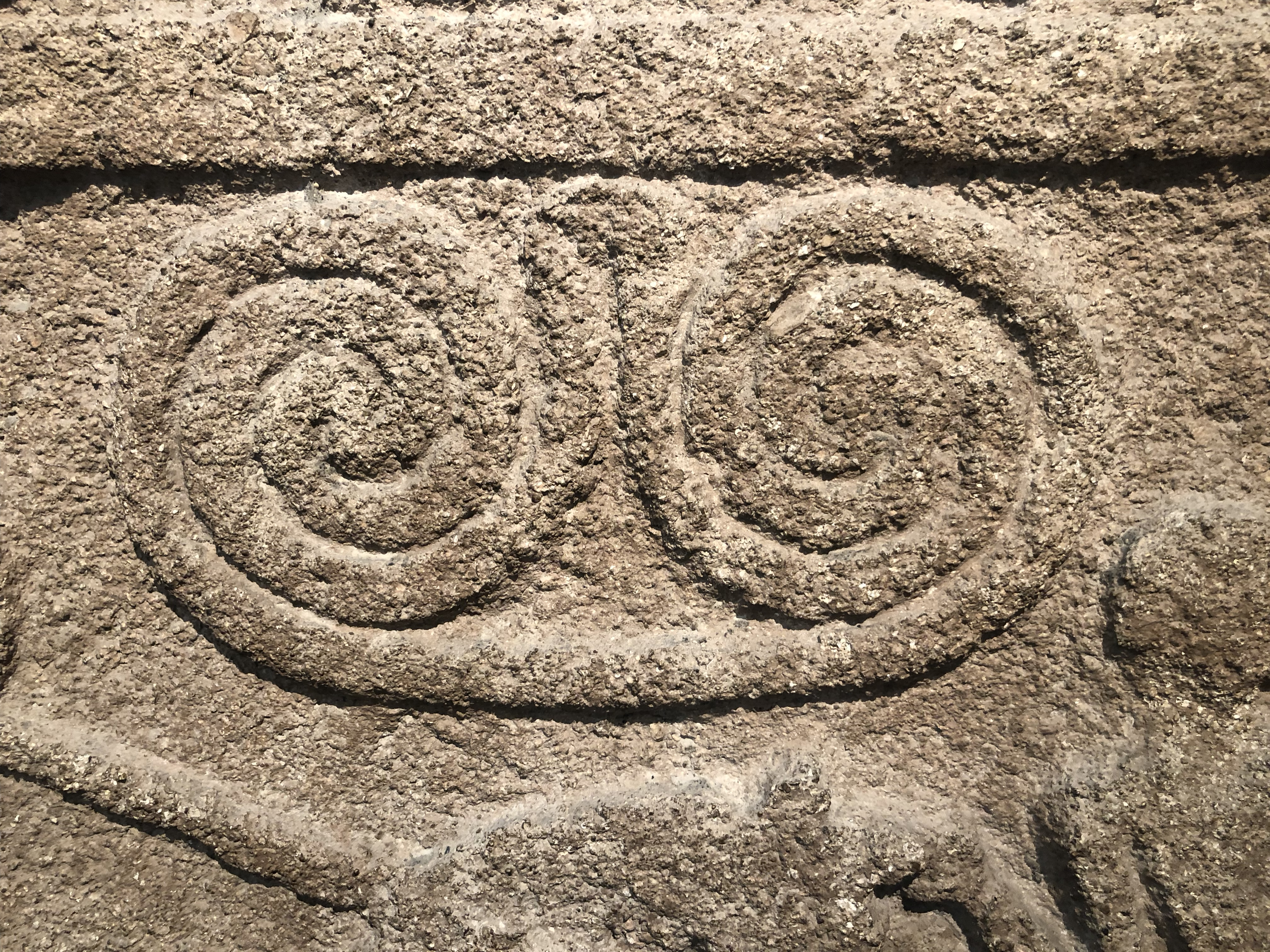
Estela de piedra de poros (Micenas,

La piedra poros es una marga y caliza ligera y blanda que fue muy utilizada en la construcción y estatuas de la Antigua Grecia. No existe una definición precisa del término, aunque sus raíces se remontan a la antigüedad, cuando se utilizaba para designar cualquier roca porosa de construcción, independientemente de su origen, sobre todo en contraposición con el mármol. En el siglo XX, los arqueólogos siguieron utilizando el término de forma igualmente laxa: «el poros [se] hizo para incluir casi todas las piedras de color claro» que no eran definitivamente mármol o piedra caliza dura..
La piedra poros es una de las principales formaciones del Neógeno (Mioceno o Plioceno) en Grecia y se encuentra en muchos lugares del Peloponeso, por lo que el poros es una piedra de construcción común allí.
Incluso cuando se endurece por la exposición a los elementos, el poros se corta mucho más fácilmente con un cuchillo que una piedra caliza ordinaria. La facilidad para trabajar con el poros es la razón de su amplio uso como piedra de construcción, especialmente para cimientos y otras partes arquitectónicas que no están expuestas a la vista.

## Término antiguo
El geógrafo griego Pausanias utiliza el término «poros» para describir el material del Templo de Zeus Olímpico de Olimpia, que fue construido con piedra caliza de conchas local. Teofrasto y Plinio el Viejo, que toman prestada la descripción, lo caracterizan como una variante menos densa del mármol de Paros. Heródoto también contrasta el poros grueso con el mármol fino.

## Término arqueológico
Henry Stephens Washington (un geólogo con un gran interés en los estudios clásicos) declaró en 1923: [Un] arqueólogo no petrográfico [mientras esté en Grecia] no irá muy desencaminado si llama por el nombre de «poros» a cualquier [...] piedra de construcción de corte fácil, finamente granulada, de color amarillo, color crema claro o gris, sin brillo y algo áspera, que efervesce con ácido clorhídrico diluido o con ácido acético [...] y suele dejar un fino residuo fangoso...».
Washington describe las diferencias entre la caliza porosa y la caliza normal como que la primera es muy finamente arenosa o margosa; casi siempre de color crema pálido, también amarillo claro o gris claro; algo granulosa pero bastante blanda y friable y fácil de cortar con un cuchillo, especialmente cuando se expone por primera vez en la cantera (similar a las tobas volcánicas de la Campaña romana en esta última cualidad, aunque no tiene nada en común).
Hadjidakis et al., al revisar las canteras antiguas, utilizan el término en su sentido antiguo, para designar cualquier roca de baja densidad, independientemente de su clasificación petrográfica.